# Dipodidae
Dipodidae é uma família de roedores encontrada no Hemisfério Norte. Compreende os jerboas e os ratos-saltadores.

## Classificação
- Família Dipodidae G. Fischer, 1817
  - Subfamília Sicistinae J. A. Allen, 1901
    - Gênero Sicista Gray, 1827

  - Subfamília Zapodinae Coues, 1875
    - Gênero Eozapus Preble, 1899
    - Gênero Napaeozapus Preble, 1899
    - Gênero Zapus Coues, 1875

  - Subfamília Allactaginae Vinogradov, 1925
    - Gênero Allactaga F. Cuvier, 1836
    - Gênero Allactodipus Kolesnikov, 1937
    - Gênero Pygeretmus Gogler, 1841

  - Subfamília Cardiocraniinae Vinogradov, 1930
    - Gênero Cardiocranius Satunin, 1903
    - Gênero Salpingotulus Pavlinov, 1980
    - Gênero Salpingotus Vinogradov, 1922

  - Subfamília Dipodinae G. Fischer, 1817
    - Gênero Dipus Zimmermann, 1780
    - Gênero Eremodipus Vinogradov, 1930
    - Gênero Jaculus Erxleben, 1777
    - Gênero Paradipus Vinogradov, 1930
    - Gênero Stylodipus G. M. Allen, 1925

  - Subfamília Euchoreutinae Lyon, 1901
    - Gênero Euchoreutes Sclater, 1891